# Dolichocercus
Dolichocercus is een geslacht van rechtvleugeligen uit de familie sabelsprinkhanen (Tettigoniidae). De wetenschappelijke naam van dit geslacht is voor het eerst geldig gepubliceerd in 1914 door Rehn & Hebard.

## Soorten
Het geslacht Dolichocercus omvat de volgende soorten:
- Dolichocercus latipennis Brunner von Wattenwyl, 1891
- Dolichocercus peruvianus Brunner von Wattenwyl, 1891